# 三菱総合研究所
株式会社三菱総合研究所（みつびしそうごうけんきゅうしょ）は、東京都千代田区永田町二丁目10番3号に本社を置く、三菱グループの大手シンクタンク、システム開発会社でシステムインテグレーター（ユーザー系）。略称は、MRIまたは三菱総研。
五大シンクタンク（三菱総合研究所、野村総合研究所、日本総合研究所、三菱UFJリサーチ＆コンサルティング、みずほリサーチ＆テクノロジーズ）の一つ。

## 概要

### 会社概略
三菱創業100周年の記念事業として、三菱グループ各社の共同出資により設立された。政府、官公庁、地方公共団体等から委託される各種調査研究に強みを持つ。
2009年9月14日、東京証券取引所に上場した。時価総額は約300億円で、東証1部への直接上場に必要な時価総額500億円に及ばず、所属部は市場第二部（東証2部）となった。時価総額は東証2部上場時点よりも減少したが、2010年9月29日に、市場第一部へ指定替えとなった。

### 特色
かつては、売上・営利重視の色は比較的薄く、公への貢献を重視していた。研究分野は政策、科学技術、経済・金融など、多岐にわたっていて、大きなシステム部門は持ってはいなかった。
近年は経営陣および主要株主の意向により、売上・利益を最重視する「普通の会社」に転換した組織運営がなされている。市場規模が大きいITソリューション事業の拡大方針を明確にしており、ITソリューション事業部門の拡大、システム開発会社であるダイヤモンドコンピューターサービス（2016年現在の三菱総研DCS）の連結子会社化、三菱UFJフィナンシャル・グループとの業務提携などの施策をとっている。連結売上高・純利益の半分以上を、三菱総研DCSが占める。
なお、他社の大手シンクタンクが金融機関の調査部門から派生したのに対し、三菱総合研究所は三菱グループの共同出資であるため、三菱UFJフィナンシャル・グループの一員とはなっていない。旧三菱銀行の調査部門から派生した会社は、ダイヤモンドビジネスコンサルティングであり、2016年現在の三菱UFJリサーチ&コンサルティングである。

### 三菱グループとの関連
三菱グループ各社の共同出資という設立経緯から、三菱金曜会、三菱広報委員会の会員となっている。また役員は三菱UFJフィナンシャル・グループをはじめとする三菱グループ各社出身者が多く占める。

### 事業概略
事業分野は、以下の3事業に分類される。
- シンクタンク事業
- コンサルティング事業
- ITソリューション事業

## 企業理念
- 三菱総合研究所は、豊かで持続可能な未来の共創を使命として、  世界と共に、あるべき未来を問い続け、社会課題を解決し、社会の変革を先駆ける
- ミッション（果たすべき使命）
  - 社会課題を解決し、豊かで持続可能な未来を共創する

- ビジョン（目指す企業像）
  - 未来を問い続け、変革を先駆ける

- コミットメント（ステークホルダーへの約束）
  - 第1の約束　研鑽：社会や顧客への提供価値を磨き続ける
  - 第2の約束　知の統合：知の結節点となり、多彩な知をつなぐ
  - 第3の約束　スタンス：科学的知見に基づき、あるべき未来への道筋を示す
  - 第4の約束　挑戦：前例にとらわれず、社会の変革に挑戦する
  - 第5の約束　リアリティ：責任を持って実現に取り組む

## 事業所

### 国内拠点
- 本社（東京都千代田区）

- 西日本営業本部（大阪府大阪市）
- 中部事務所（愛知県名古屋市中村区）

## 主な研究員（現職者・出身者）
- 赤川彰彦
- 石川正道（東京工業大学教授、日本マイクログラビティ応用学会会長）
- 山田治徳（早稲田大学政治経済学術院教授）
- 澤田哲生（東京工業大学助教（原子炉工学））
- 藤本隆宏（東京大学教授）
- 牧野昇（元会長、工学博士）
- 高橋乗宣
- 武石彰（京都大学教授）
- 武藤泰明（早稲田大学教授（スポーツマネージメント））
- 新部裕（2000年退社 産総研 Linux開発者）
- 橋本岳（現：衆議院議員）
- 蜂谷豊彦（一橋大学教授）
- 中竹竜二（2006年退社、早大ラグビー部監督）
- 上川陽子（現：衆議院議員（自民党）、元法務大臣）
- 青山繁晴（2002年退社、現：参議院議員、前独立総合研究所 代表取締役社長）
- 松尾貴巳（1998年退社、神戸大学副学長、日本原価計算研究学会会長）
- 三浦展（1999年退社、マーケター、評論家）
- 浜矩子（現同志社大学教授、エコノミスト）
- 伊藤友博（株式会社 Insight Tech 代表取締役社長）

## 関連会社
- 三菱総研DCS（略称：DCS）
- エム・アール・アイ ビジネス（略称：MBS）
- エム・アール・アイ リサーチアソシエイツ（略称：MRA）
- MRIバリューコンサルティング・アンド・ソリューションズ （略称：MRVS）
- MDビジネスパートナー （略称：MDBP）
- 東北ディーシーエス
- オプト・ジャパン
- アイ・ティー・ワン
- アイネス（持分法適用会社）